# Wasserhydraulik
Die Wasserhydraulik, auch Klarwasserhydraulik ist der Vorläufer der Ölhydraulik. Speziell bei Schmiedepressen wurde die Wasserhydraulik schon im 19. Jahrhundert (z. B. Waffenschmieden) angewandt. In dieser Zeit war eine leistungsfähige Ölhydraulik nicht verfügbar.
Die historische Entwicklung der Wasserhydraulik hat die Ölhydraulik entscheidend beeinflusst. 2/2-Wegeventile, Nachsaug- und Füllventile haben ihren Ursprung in der Wasserhydraulik.

## Vor- und Nachteile

### Vorteile
- Wasser als Fluidmedium ist nicht brennbar.
- Klarwasser (Trinkwasser) anstelle von Öl ist umweltfreundlich.
- Klarwasser reduziert die Betriebskosten; es sind keine Vorkehrungen für Ölaustritt (Ölabscheider) zu treffen. Es entstehen keine Lager- und Entsorgungskosten für Hydraulikflüssigkeiten.
- Leitungswiderstände sind bei Wasser deutlich geringer als bei Öl, dadurch kann sich der Wirkungsgrad verbessern.
- Mit Wasser kann die Rückleitung entfallen, vergleichbar mit pneumatischen Anlagen.
- Wasser hat aufgrund der geringeren Kompressibilität bessere Regelungseigenschaften.
- In der Schwerindustrie (Schmiedepressen, Strangpresse etc.) können Druckspeicher eingesetzt werden, um damit Stromverbrauchspitzen zu reduzieren oder vermeiden.

### Nachteile
- Wasser hat eine deutlich niedrige Viskosität, damit sind die Pumpen und Ventile der Ölhydraulik nicht zu verwenden. Plungerpumpen mit speziellen Dichtungen fördern das Druckwasser und Sitzventile steuern die Pressenfunktion
- die geringe Viskosität führt zu größeren Leckageströmen und damit zu einem geringeren Wirkungsgrad.
- Ventile aus der Ölhydraulik mit ihren Spaltdichtungen haben eine zu große Leckage und damit Erosion an den Ventilkanten. Somit sind die bekannten Schieberventile sowie Proportional- und Servoventile in der Wasserhydraulik nicht verwendbar
- Wasserhydraulische Anlagen sind vollständig aus hochwertigen Edelstählen aufgebaut und somit in den Anschaffungskosten vergleichsweise teuer
- Wasser ist aufgrund des hohen Dampfdrucks anfällig für Kavitation.
- In der Schwerindustrie (Schmiedepressen, Strangpresse etc.) sowie im Kohlenbergbau unter Tage wird Emulsion (Wasser mit 2 bis 5 % Öl, Emulgatoren, Biozide und ggf. Korrosionsschutzmittel) verwendet.
- Wasserkreisläufen müssen in seltenen Einzelfällen Biozide beigemischt werden.
- aufgrund der höheren Kompressionszahl besteht die Gefahr von Wasserschlägen
- Der Gefrierpunkt des Wassers liegt bei Umgebungsdruck bei Null Grad Celsius. Somit kann ein einwandfreier Betrieb bei Minusgraden nicht ohne weitere Maßnahmen gewährleistet werden.